# Кааламо
Каала́мо (фин. Kaalamo) — посёлок сельского типа, административный центр Кааламского сельского поселения Сортавальского района Карелии.

## Общие сведения
Посёлок расположен близ реки Каранкооя, к северу от города Сортавала: в 34 км по автодорогам 86К-327 («Воннисенмяки — Хелюля») и 86К-331 («Оппола — Рускеала») или в 37 км по автодорогам А121 («Сортавала» и «подъезд к МАПП "Вяртсиля"») и 86К-331 («Оппола — Рускеала»).
В переводе с финского языка Кааламо означает «брод».

## Население
| 2002 | 2009  | 2010  | 2013  |
| ---- | ----- | ----- | ----- |
| 1419 | ↘1314 | ↘1286 | ↘1221 |

## Достопримечательности
В посёлке находится памятник истории — братская могила 86 советских воинов, погибших в годы Советско-финской войны (1941—1944).
Вблизи посёлка находится пристанционный склад-пакгауз — архитектурный памятник начала XX века.

## Фотогалерея

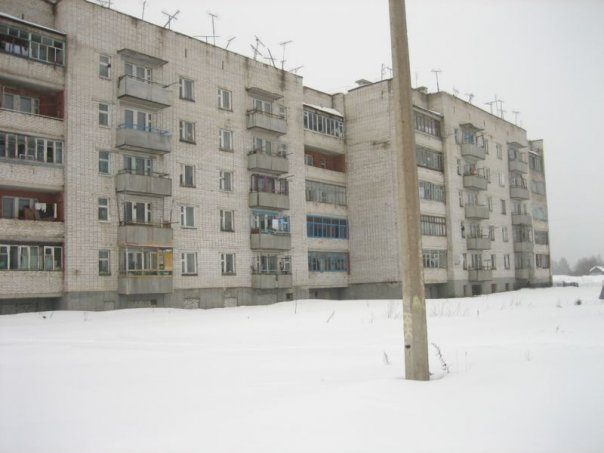
Центр посёлка
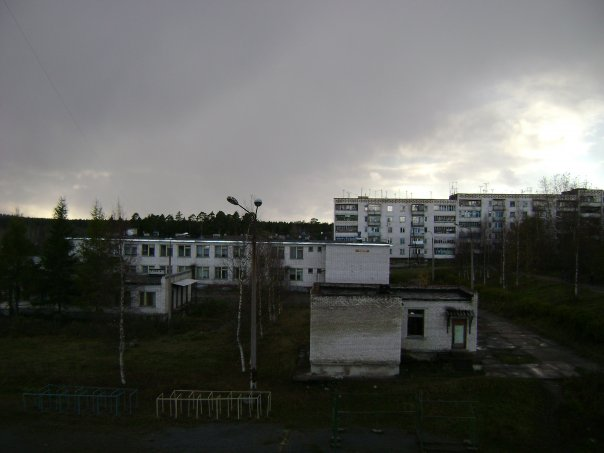
Школа

## Улицы
- 40 лет Победы ул;
- Вокзальная ул;
- Гагарина ул;
- Железнодорожная ул;
- Ленина ул;
- Лесная ул;
- Победы ул;
- Советская ул;
- Совхозная ул;
- Сортавальское ш;
- Фабричная ул;
- Ханнуккаланмяки ул;
- Центральная ул.
- Школьная ул.